# Solar do Jambeiro
O Solar do Jambeiro, também conhecido como Palacete Bartholdy, é um solar em São Domingos, em Niterói, no Rio de Janeiro, no Brasil. Atualmente, funciona como um centro cultural, abrigando exposições de artes plásticas, seminários, cursos sobre preservação e restauração de bens culturais, exibições de peças de teatro e de música etc. É administrado pela Fundação de Arte de Niterói (FAN), órgão vinculado à Secretaria Municipal de Cultura de Niterói.

## História
O Solar do Jambeiro foi construído em 1872 pelo Comerciante português Bento Joaquim Alves Pereira em uma chácara na Rua Presidente Dominicano no bairro de São Domingos, na região das praias da baía em Niterói.
Originalmente serviu como residência de seu construtor, sendo depois alugado ao médico Júlio Magalhães Calvet. De maio de 1887 a março de 1888, foi ocupado pelo pintor Antônio Parreiras que, em seguida, construiria sua residência própria, nas proximidades do solar.
Em 1892, Bento Joaquim Alves vendeu a propriedade ao diplomata dinamarquês Georg Christian Bartholdy
Durante quase trinta anos, o sobrado abrigou famílias e atividades diversas. Devido as frequentes viagens inerentes a profissão de um diplomata, Georg Bartholdy alugava o Solar para diferentes pessoas e entidades.
- Em 1903, sediou o Clube Internacional, agremiação de caráter recreativo cultural, que reunia a sociedade niteroiense e as colônias estrangeiras;
- Entre 1911 e 1915, esteve alugado ao Colégio da Sagrada Família;

A partir de 1920, a família Bartholdy passou a residir no palacete, quando foram introduzidas várias modificações no interior do imóvel.
- Em 1941 ocorreu a compra da parte dos fundos do terreno, localizado à rua Presidente Domiciano n° 45, ampliando-se a área da propriedade. Desta forma, a área total da propriedade passou a ser de 8633 metros quadrados.
- Em 1950 Vera Fabiana Gad, filha de Christian Bertholdy, adquiriu a parte pertencente a seus irmãos e ocupou o solar até 1975. Após a morte de Vera, seu filho Egon Falkenberg e sua mulher Lúcia recebem a propriedade como herança.
- Em 1969 parte do terreno anexado em 1941 e cedido a Pedro Christian Bartholdy, que o venderia posteriormente. Assim o terreno do Solar do Jambeiro passa a ser de 6155 metros quadrados.
- Em 1971 Lúcia Falkenberg solicita o tombamento da propriedade ao IPHAN
- Em 1974, atendendo a pedidos da família Bartholdy, os conjuntos arquitetônicos e paisagísticos do Solar foram tombados pelo Instituto do Patrimônio Histórico e Artístico Nacional – IPHAN com o intuito de preservar a propriedade.  O Solar do Jambeiro Consta nos seguintes livros do IPHAN-RJ:

Livro Arqueológico, Etnográfico e Paisagístico    Inscrição:065    
Livro de Belas Artes Inscrição:514
- Durante a década de 1980, o solar esteve, em grande parte do tempo, fechado
- Em 1988 foi vendida “grande maioria dos 174 lotes de objetos, entre peças dinamarquesas, móveis de jacarandá e de pinho de riga e quadros a óleo. ” (Jornal do Brasil 6/12/1988).[3]
- Em 1997 o edifício foi desapropriado pela prefeitura municipal de Niterói e, após um processo de restauração de suas características originais, foi aberto ao público em 22 de janeiro de 2001.
- Em 22 de novembro de 2001 aconteceu a inauguração do Solar do Jambeiro, unidade da Secretaria Municipal de Cultura de Niterói, vinculada à Fundação de Arte de Niterói[3].

O solar atualmente funciona como espaço cultural, recebendo diversas exposições, recitais e peças teatrais. Os jardins do Solar são abertos ao público e constituem um importante espaço de relaxamento e lazer para a população de Niterói.

## Arquitetura
O edifício assobradado construído em pedra e cal está localizado no centro de um amplo terreno arborizado na rua Presidente Domiciano. O edifício compreende um bloco único, em forma de prisma retangular regular, com sua fachada principal voltada para o sul. Possui cobertura de telhas de barro em quatro águas. Seus dois pavimentos são separados na fachada por um balcão corrido de cantaria, arrematado por gradil de ferro.
Tanto sua fachada principal quanto suas fachadas laterais são revestidas por azulejos portugueses com padrões pintados em azul. Azulejos de outros tipos emolduram as portas e janelas, bem como os cunhais, as frisas e as barras, de tal forma que são desprovidas de azulejos apenas as guarnições dos vãos e a bacia corrida que contorna as três fachadas e que são de cantaria. A entrada é marcada por varanda-pórtico em ferro fundido. Acima da entrada principal, a data de 1872 está escrita em um azulejo marcando o ano de construção do Solar. O conjunto de azulejos portugueses do Solar do Jambeiro é considerado como um dos mais importantes conjuntos de azulejos do século XIX no Brasil.

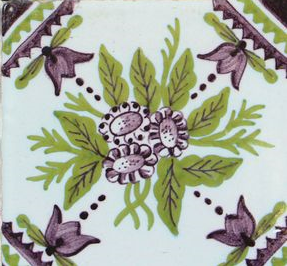
azulejo com motivo floral encontrado na fachada principal do Solar do Jambeiro em Niterói, RJ

As janelas do edifício possuem esquadrias em madeira e detalhes em vidro verde e vermelho.

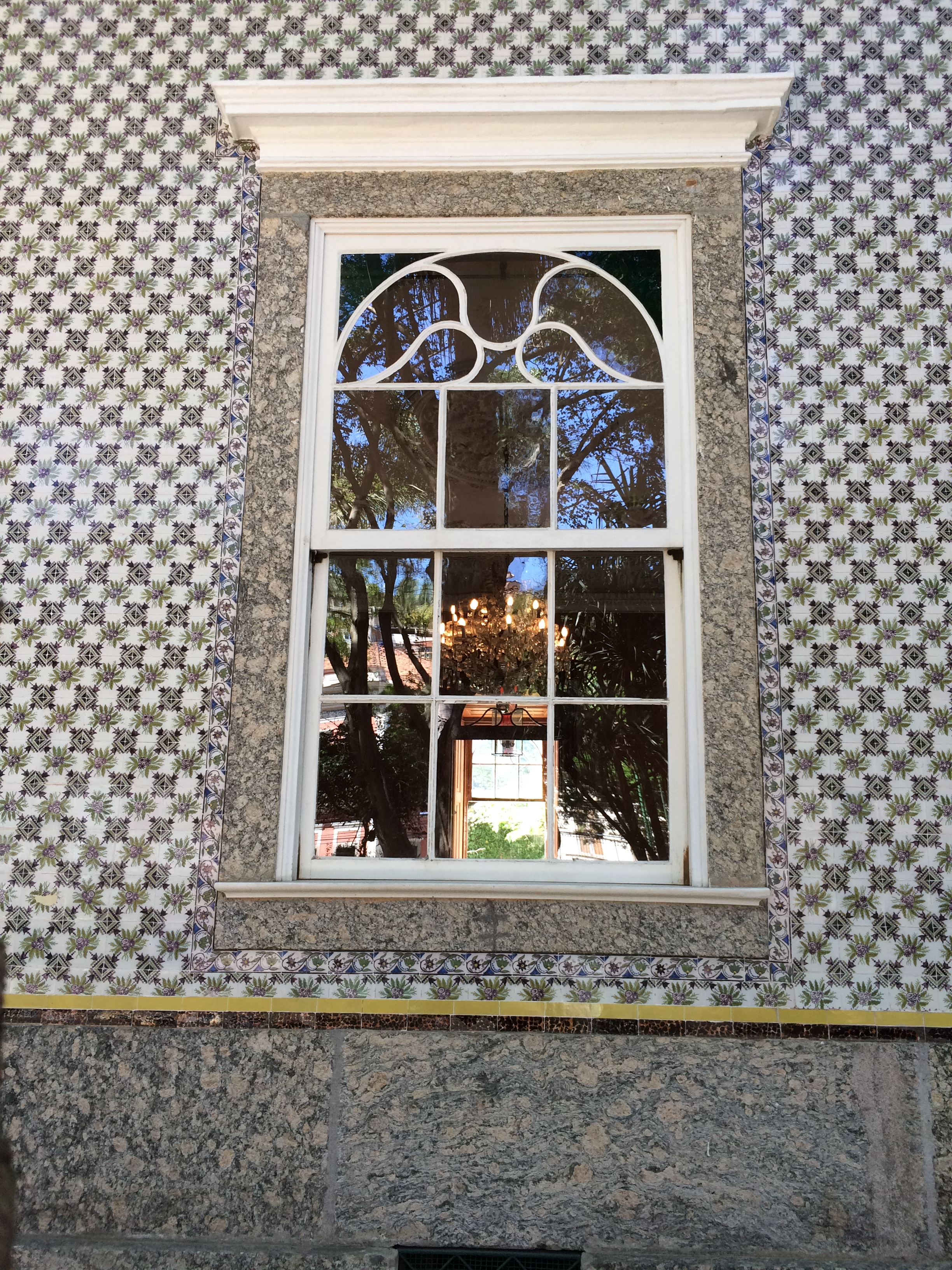
detalhe de uma janela da fachada principal

Seu beiral é constituído de telhões em louça com a parte inferior pintada a mão com motivos decorativos. Prevalece como motivo decorativo um pássaro de longa cauda e asas abertas. Aparecem também algumas peças com motivos florais e parreiras.
O acesso principal se faz através da varanda, que possui por volta de 10m de comprimento por 3m de profundidade, ocupando assim o terço central do pavimento térreo da fachada principal, formando um pórtico de acesso. Quatro colunas em ferro fundido sustentam a cobertura pelo bordo externo. O acesso originalmente dava-se apenas pela porta central, porém, na reforma de 1920, duas janelas do piso térreo foram abertas e transformadas em novos acessos na fachada principal.
O volume principal, um prisma retangular dividido em dois pavimentos, abriga no térreo vestíbulo, antessala, sala de visitas e sala de jantar. No piso superior estão localizados os quartos e uma sala de estar.
A circulação no piso superior originalmente se dava através de conexões entre os quartos. Porém, com a reforma foi substituída por um corredor central.
Os serviços se encontram em construção anexa, nos fundos da principal, à qual se ligam por uma passagem coberta.

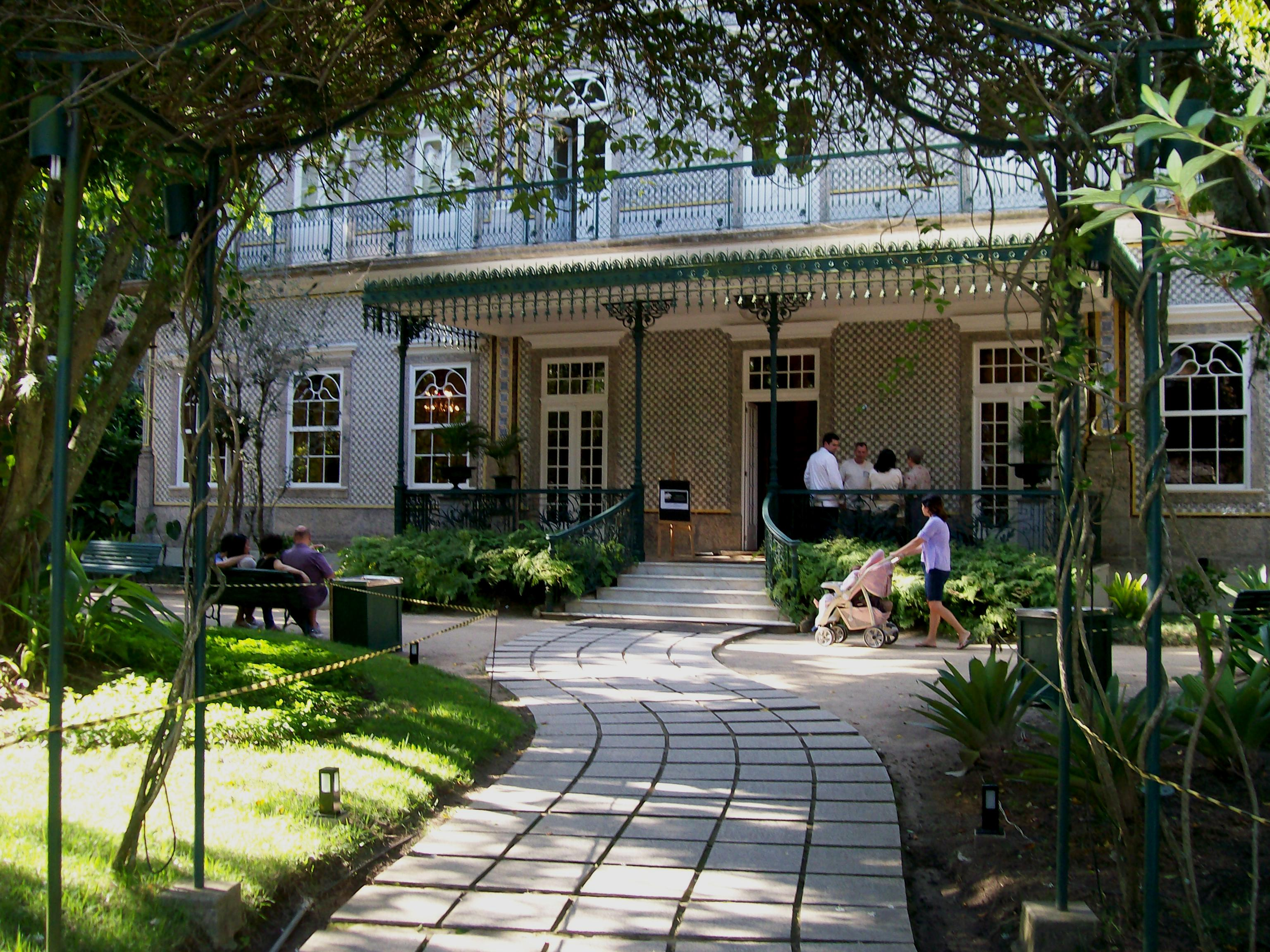
entrada principal do Solar do Jambeiro

A partir da desapropriação do Solar do Jambeiro pela prefeitura de Niterói, em 1997, começaram os restauros no prédio com o intuito de preservar sua integridade física e restaurar seus aspectos históricos e arquitetônicos, motivadores de seu tombamento federal, em 1974. O restauro foi empreendido pelo Núcleo de Restauração de Bens Culturais de Niterói com acompanhamento do IPHAN.

Segundo a secretaria municipal de cultura de Niterói:
A metodologia de restauro adotada baseou-se na preservação de remanescentes estéticos e históricos originais do prédio, bem como na conservação de algumas alterações posteriores, consideradas harmoniosas no conjunto. Detalhada prospecção do prédio associada a minucioso levantamento documental e iconográfico estabeleceram as referências históricas para o partido adotado na concepção do projeto. As intervenções contemporâneas, fundamentadas em critérios científicos, tecnológicos e de funcionalidade, possuem linguagem própria e distinta dos padrões originais. Além do prédio principal, houve a preocupação com a revitalização do parque que circunda o solar, incluindo implantação de estrutura de apoio para visitantes. 
Além do restauro do Solar e do parque que o cerca, foram projetados dois novos edifícios para o conjunto: uma cafeteria e um anexo administrativo para abrigar atividades de apoio.